# Muhammad Ali (wspinacz)

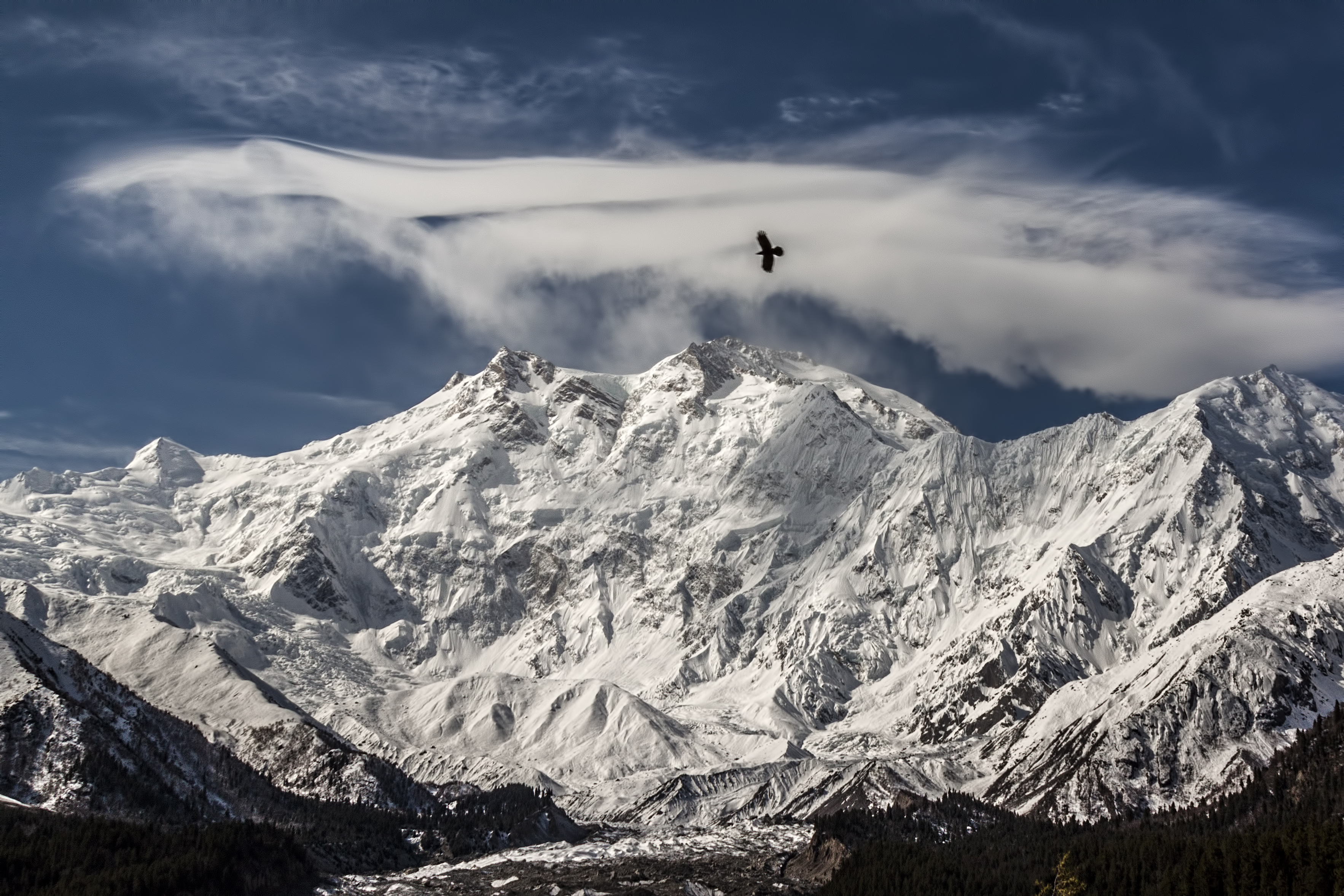
Nanga Parbat

Muhammad Ali, pseud. Sadpara (ur. w 1976 w Sadparze, zm. w lutym 2021 na K2) – pakistański wspinacz, himalaista, uczestnik pierwszego zimowego wejścia na Nanga Parbat, zdobywca ośmiu ośmiotysięczników.

## Życiorys
Urodził się w 1976 lub 1977 w Sadparze. Do 22. roku życia pracował jako kamieniarz, wydobywał marmur w rodzinnych stronach (Beludżystanie) i sprzedawał go w Karaczi. Następnie pięć lat jako  tragarz ekspedycji górskich, a od 2004 – kiedy współpracował z koreańską wyprawą wspinającą się na K2 – high altitude porter, czyli lokalny wspinacz i przewodnik wynajmowany przez ekspedycje, do wspierania ich podczas wspinaczki na najwyższe szczyty.  W latach 2004–2016 pracował dla osiemnastu ekspedycji (z tego czterech zimowych), w tym polskich. Zdobył pakistańskie ośmiotysięczniki: Nanga Parbat, Gaszerbrum I, Gaszerbrum II, Broad Peak. W 2006 samotnie zdobył szczyt Spantik (7027 metrów), wyznaczając nową trasę.
Na przełomie 2008 i 2009 roku wspólnie z Adamem Bieleckim, Robertem Szymczakiem i Donem Bowiem usiłowali zdobyć, niezdobyty wówczas zimą, Broad Peak. Na przełomie 2010 i 2011 Ali wspierał w atakach na Broad Peak kolejny polski zespół, pod przywództwem Artura Hajzera. Ali wraz z Szymczakiem dotarli na wysokość 7830 metrów.
Na przełomie 2015 i 2016 roku kilka zespołów starało się zdobyć przedostatni z niezdobytych do tej pory ośmiotysięczników – Nanga Parbat. Sadpara dołączył do międzynarodowego zespołu, w którym pierwotnie mieli znaleźć się oprócz niego Alex Txikon, Daniele Nardi, Ferran Latorre oraz Janusz Gołąb. Ostatecznie zespół działał jako trzyosobowy: Txikon, Nardi oraz Sadpara. Ponadto do zdobycia szczytu sposobili się także Tamara Lunger i Simone Moro, Adam Bielecki i Jacek Czech, Marek Klonowski z zespołem oraz Tomasz Mackiewicz i Élisabeth Revol. Pod koniec stycznia 2016 Nardi i Txikon bez powodzenia atakowali szczyt, zaś Ali czekał na nich w obozie czwartym. Po kłótni między Txikonem a Nardim Włoch opuścił wyprawę, w związku z tym Txikon i Ali połączyli siły z doświadczonym włoskim teamem Moro-Lunger. Czteroosobowy zespół wyruszył z bazy 22 lutego, atak szczytowy (z obozu IV) zaczął się rankiem 26 lutego. Lunger zatrzymała się kilkadziesiąt metrów przed wierzchołkiem, natomiast pozostała trójka wspinaczy: Bask Alex Txikon, Włoch Simone Moro oraz Muhammad Ali o godzinie 15:27 lokalnego czasu, dokonali pierwszego zimowego wejścia na Nanga Parbat. Ostatnie kilkaset metrów Sadpara pokonywał inną trasą niż pozostali wspinacze 28 lutego himalaiści powrócili do bazy. Po ich wyczynie jedynym niezdobytym zimą ośmiotysięcznikiem pozostawało K2.
K2 zostało zdobyte zimą w styczniu 2021 przez grupę 10 Nepalczyków. W lutym tego samego roku Sadpara wraz z Islandczykiem Johnem Snorrim i Chilijczykiem Juanem Pablo Mohrem podjęli próbę zdobycia tego szczytu, podczas której zaginęli. 18 lutego cała trójka została uznana za zmarłych.

## Życie prywatne
Był żonaty, miał czworo dzieci, w tym syna Sajida, również himalaistę.

## Zdobyte ośmiotysięczniki
Zdobył następujące położone w Pakistanie ośmiotysięczniki:
1. Nanga Parbat (2008, 2009 oraz 2016 – pierwsze zimowe wejście)
2. Gaszerbrum I (2010)
3. Gaszerbrum II (2006)
4. Broad Peak (2012)

Łącznie zdobył osiem z najwyższych szczytów świata.